# إسرائيل كول
إسرائيل كول (بالإنجليزية: Israel Cole)‏ (مواليد 28 أكتوبر 1964) هو ملاكم سيراليوني، مثّل بلاده في الألعاب الأولمبية الصيفية 1984.

## روابط خارجية
إسرائيل كول على موقع أوليمبيديا (الإنجليزية)